# Degognia Township
Die Degognia Township ist eine von 16 Townships im Jackson County im Südwesten des US-amerikanischen Bundesstaates Illinois. Im Jahr 2010 hatte die Degognia Township 153 Einwohner.

## Geografie
Die Degognia Township liegt östlichen Ufer des Mississippi, der die Grenze zu Missouri bildet. Die Mündung des Ohio an der Schnittstelle der Bundesstaaten Illinois, Missouri und Kentucky befindet sich rund 130 km südlich.
Die Degognia Township liegt auf 37°48′51″ nördlicher Breite und 89°38′15″ westlicher Länge und erstreckt sich über 79,43 km², die sich auf 76,68 km² Land- und 2,75 km² Wasserfläche verteilen. 
Die Degognia Township liegt im äußersten Westen des Jackson County und grenzt im Süden und Südwesten getrennt durch den Mississippi an das Perry County in Missouri. Im Nordwesten grenzt das Randolph County an. Innerhalb des Jackson County grenzt die Degognia Township im Norden an die Bradley Township, im Osten an die Kinkaid Township sowie im Südosten an die Fountain Bluff Township.

## Verkehr
Durch die Township verläuft entlang des Mississippi die hier den Illinois-Abschnitt der Great River Road bildende Illinois State Route 3. Alle weiteren Straßen sind County Roads oder weiter untergeordnete und zum Teil unbefestigte Fahrwege.
Parallel zur Illinois State Route 3 verläuft eine Eisenbahnlinie der Union Pacific Railroad.
Mit dem Southern Illinois Airport befindet sich rund 40 km östlich der Degognia Township ein Regionalflughafen. Der nächstgelegene größere Flughafen ist der Lambert-Saint Louis International Airport (rund 150 km nordwestlich).

## Demografische Daten
Nach der Volkszählung im Jahr 2010 lebten in der Degognia Township 153 Menschen in 61 Haushalten. Die Bevölkerungsdichte betrug 2 Einwohner pro Quadratkilometer. In den 61 Haushalten lebten statistisch je 2,51 Personen. 
Ethnisch betrachtet bestand die Bevölkerung mit drei Ausnahmen nur aus Weißen. 
24,2 Prozent der Bevölkerung waren unter 18 Jahre alt, 56,8 Prozent waren zwischen 18 und 64 und 19,0 Prozent waren 65 Jahre oder älter. 43,1 Prozent der Bevölkerung war weiblich.
Das mittlere jährliche Einkommen eines Haushalts lag bei 45.357 USD. Das Pro-Kopf-Einkommen betrug 23.303 USD. Keiner der Einwohner lebte unterhalb der Armutsgrenze.

## Ortschaften
Auf dem Gebiet der Degognia Township existieren drei gemeindefreie Siedlungen:
- Cora
- Degognia
- Jones Ridge